# War (groupe américain)
Pour les articles homonymes, voir War.
 (mai 2025).
La mise en forme du texte ne suit pas les recommandations de Wikipédia : il faut le « wikifier ».
Les points d'amélioration suivants sont les cas les plus fréquents. Le détail des points à revoir est peut-être précisé sur la page de discussion.
- Les titres sont pré-formatés par le logiciel. Ils ne sont ni en capitales, ni en gras.
- Le texte ne doit pas être écrit en capitales (les noms de famille non plus), ni en gras, ni en italique, ni en « petit »…
- Le gras n'est utilisé que pour surligner le titre de l'article dans l'introduction, une seule fois.
- L'italique est rarement utilisé : mots en langue étrangère, titres d'œuvres, noms de bateaux, etc.
- Les citations ne sont pas en italique mais en corps de texte normal. Elles sont entourées par des guillemets français : « et ».
- Les listes à puces sont à éviter, des paragraphes rédigés étant largement préférés. Les tableaux sont à réserver à la présentation de données structurées (résultats, etc.).
- Les appels de note de bas de page (petits chiffres en exposant, introduits par l'outil «  Source ») sont à placer entre la fin de phrase et le point final[comme ça].
- Les liens internes (vers d'autres articles de Wikipédia) sont à choisir avec parcimonie. Créez des liens vers des articles approfondissant le sujet. Les termes génériques sans rapport avec le sujet sont à éviter, ainsi que les répétitions de liens vers un même terme.
- Les liens externes sont à placer uniquement dans une section « Liens externes », à la fin de l'article. Ces liens sont à choisir avec parcimonie suivant les règles définies. Si un lien sert de source à l'article, son insertion dans le texte est à faire par les notes de bas de page.
- La présentation des références doit suivre les conventions bibliographiques. Il est recommandé d'utiliser les modèles {{Ouvrage}}, {{Chapitre}}, {{Article}}, {{Lien web}} et/ou {{Bibliographie}}. Le mode d'édition visuel peut mettre en forme automatiquement les références.
- Insérer une infobox (cadre d'informations à droite) n'est pas obligatoire pour parachever la mise en page.

Pour une aide détaillée, merci de consulter Aide:Wikification.
Si vous pensez que ces points ont été résolus, vous pouvez retirer ce bandeau et améliorer la mise en forme d'un autre article.
War (à l'origine appelé Eric Burdon and War) est un groupe américain funk originaire de Long Beach, en Californie, connu pour plusieurs chansons à succès (dont Spill the Wine, The World is a Ghetto, The Cisco Kid, Why Can 't We Be Friends?,  Low Rider et  Summer).  Formé en 1969, War est un groupe de musique fusionnelle qui inclut des éléments du rock, du funk, du jazz, du latin, du rhythm and blues et du reggae. Leur cinquième album studio, The World Is a Ghetto, est le plus vendu de l'année 1973. Le groupe y transcende les barrières raciales et culturelles avec une composition multiethnique. War a été soumis à de nombreux changements de personnel au cours de sa formation, laissant Leroy « Lonnie » Jordan comme seul membre d'origine de la formation actuelle ; quatre autres membres ont créé un nouveau groupe, appelé Lowrider Band.

## Historique

### Années 1960: débuts
En 1962, Howard E. Scott et Harold Brown formèrent un groupe appelé The Creators à Long Beach, en Californie. En quelques années, ils ont été rejoints par Charles Miller, Morris « BB » Dickerson et Lonnie Jordan à la guitare, au piano et aux claviers. Lee Oskar et Papa Dee Allen se sont également ajoutés au groupe par la suite. Ils partageaient tous un amour pour différents styles de musique, qu'ils avaient absorbés dans les ghettos métissés de Los Angeles. The Creators ont enregistré plusieurs singles sur Dore Records alors qu'ils travaillaient avec Tjay Contrelli, saxophoniste du groupe Love. En 1968, le groupe a changé de nom et est devenu Nightshift (littéralement, « rotation de nuit », nommés ainsi parce que Brown a travaillé la nuit dans un chantier de transformation d'acier) et ont commencé à jouer avec Deacon Jones, joueur de football et chanteur.
Le groupe original a été conçu par le producteur de disques Jerry Goldstein (My Boyfriend's Back, Hang on Sloopy, I Want Candy) et Eric Burdon, ancien chanteur du groupe britannique The Animals,. En 1969, Goldstein vit des musiciens qui allaient éventuellement devenir membres de War au Rag Doll de North Hollywood, en première partie de Deacon Jones, et il fut attiré par le son du groupe. Jordan a affirmé que l'objectif du groupe était de diffuser un message de fraternité et d'harmonie, en utilisant des instruments et des voix pour se prononcer contre le racisme, la faim, les gangs, les crimes et les guerres de territoire, et pour promouvoir l'espoir et l'esprit de fraternité. Eric Burdon et War ont commencé à donner des concerts dans le sud de la Californie avant d'entrer en studio pour enregistrer leur premier album, Eric Burdon Declares War. La chanson la plus connue de l'album, Spill the Wine, a été un succès et a lancé la carrière du groupe.

### Années 1970: succès et popularité
Eric Burdon et War ont fait de nombreuses tournées en Europe et aux États-Unis. Le sous-titre d'une critique de 1970, publiée dans le New Musical Express, de leur premier concert au Royaume-Uni à Hyde Park, à Londres, disait : « Burdon et War: le meilleur groupe live que nous ayons jamais vus ». Leur concert au Ronnie Scott's Club à Londres le 18 septembre 1970 est historiquement remarquable pour être la toute dernière représentation publique de Jimi Hendrix, qui les a rejoints sur scène pour les 35 dernières minutes du second set de Burdon & War ; il est décédé le lendemain. Un second album d'Eric Burdon et War, un ensemble de deux disques intitulé Burdon de The Black-Man, est sorti en 1970, avant que Burdon ne quitte le groupe au beau milieu de sa tournée européenne. Ils ont terminé la tournée sans lui et sont revenus enregistrer leur premier album, éponyme, sous le nom de War.
L'album War de 1971 ne rencontra qu'un succès modeste, mais plus tard cette année-là, le groupe publia All Day Music, qui comprend les singles All Day Music et Slippin' into Darkness. Ce dernier single s'est vendu à plus d'un million d'exemplaires et a reçu un disque d'or de la part de RIAA en juin 1972. La même année, ils ont publié The World Is a Ghetto, qui a eu encore plus de succès. Son deuxième single, The Cisco Kid, a remporté l'or et l'album a atteint la deuxième place du classement Billboard Hot 100, puis a été élu album de l'année par le magazine Billboard. C'est l'album qui s'est le plus vendu de l'année 1973.
L'album suivant, Deliver the Word (1973), contient les hits Gypsy Man et une version studio de Me and Baby Brother (précédemment enregistrée en live), qui ont culminé aux 8e et 15e places du Billboard. L'album a ensuite été vendu à près de deux millions d'exemplaires. Why Can't We Be Friends? est sorti en 1975. Il comprend Low Rider et la chanson-titre, qui comptent parmi les plus grands succès du groupe.
En 1976, War a publié une compilation contenant une nouvelle chanson, Summer, qui, en tant que single, est devenue disque d'or et a culminé au 7e rang du classement Billboard. Également publiés cette année-là, Love is All Around d'Eric Burdon et War, contenant des enregistrements pour la plupart inédits de 1969 et 1970, et Platinum Jazz, un album unique du label de jazz Blue Note. Ce dernier double album a une pochette correspondant au plus grand album à succès, et est constitué pour moitié de nouveau matériel et d'une compilation mettant l’accent sur la musique instrumentale. Le groupe continue de connaître le succès avec son album suivant, Galaxy (1977), dont le titre est inspiré de Star Wars. Le prochain projet de War était alors une bande originale pour le film Youngblood de 1978.

### Années 1980
En 1979, à la suite du départ de BB Dickerson (remplacé par Luther Rabb) lors de l'enregistrement du prochain album, le groupe envisage de changer de nom pour devenir The Music Band, mais décide à la dernière minute de continuer sous le nom de War et utilise The Music Band comme titre d’une série d’albums. La série se compose à l'origine de deux albums studio (The Music Band, The Music Band 2, tous les deux parus en 1979) et un album live (The Music Band Live, 1980).
Le groupe a perdu un autre membre lorsque Charles Miller (saxophone) a été assassiné en 1980. Il avait déjà été remplacé par Pat Rizzo (ex-Sly and the Family Stone) en 1979.
Cinco de Mayo sort sur LA Records en 1981, label de Jerry Goldstein, qui a également réédité Eric Burdon Declares War sous le titre Spill the Wine la même année. Les albums du groupe de 1979 à 1983 n'ont pas connu le même succès que les précédents et après les deux albums de RCA, les activités du groupe sont devenues sporadiques. Il n'a enregistré un autre album complet que dix ans plus tard. La compilation de 1987, The Best of War... and More, comprend deux nouvelles chansons, Livin 'in the Red et Whose Cadillac Is That?, Ainsi qu'une version remixée de Low Rider (en plus de la version originale). Papa Dee Allen est décédé d'un anévrisme cérébral qui l'a frappé sur scène en 1988.

## Années 1990: War se reforme
Le sampling de War par des artistes hip-hop était suffisamment répandu pour justifier la compilation Rap Declares War en 1992.
En 1993, War s'est reformé avec la plupart des anciens membres survivants (y compris les membres d'origine Brown, Jordan, Oskar et Scott, puis Hammon et Rizzo), auxquels s'ajoutait un large éventail de musiciens de soutien, toujours sous la direction et la production de Jerry Goldstein, et a sorti un nouvel album, Peace Sign (1994).
En 1996, le groupe tenta de gagner son indépendance vis-à-vis de Goldstein mais ne réussit pas à le faire sous le nom War, le nom restant une marque déposée appartenant à Goldsteinr et Far Out Productions. En réponse, Brown, Oskar, Scott et B.B. Dickerson (qui n'avait pas travaillé avec War depuis 1979) ont adopté un nom qui faisait référence à l'un des plus grands succès de War : Lowrider Band. Ils n'ont pas enregistré.
Lonnie Jordan a choisi de rester avec Goldstein et de créer une nouvelle version de War, dont il est le seul membre d'origine. Certains autres musiciens qui s'étaient joints entre 1983 et 1993 font également partie de la nouvelle formation. Ce « nouveau » War et le Lowrider Band sont actuellement actifs en tant que formations live.
Anthology (1970-1994), une double compilation sur CD d'abord sortie en 1996, est mise à jour en 2003 avec quelques substitutions de pistes, sous le titre The Very Best of War. Une autre compilation sur CD de 1999, Grooves and Messages, inclut un deuxième disque de remix réalisés par différents producteurs.

## 21esiècle
Le 21 avril 2008, Eric Burdon et Lonnie Jordan se sont réunis pour la première fois en 37 ans pour donner un concert sous le nom du groupe War, au London Royal Albert Hall. Les autres membres survivants n’ont pas été invités à faire partie de la réunion. Le concert coïncidait avec la réédition de l'album Eric Burdon & War sur le label Avenue/Rhino Records, album qui comprend Eric Burdon Declares War et The Black-Man's Burdon, ainsi que les compilations The Best of Eric Burdon & War et Anthology. En 2008, le groupe War with Lonnie Jordan a publié un album / DVD de chansons de 1969 à 1975 : Greatest Hits Live. Le groupe a été nommé, sans succès, pour une intronisation au Rock and Roll Hall of Fame en 2009. En 2011, War jouait Low Rider et de nombreux autres succès au festival Rack n' Roll de Stamford, dans le Connecticut, avec Remember September et la Westchester School of Rock.
En 2014, le groupe a publié un album studio, Evolutionary. Également en 2014, War était de nouveau candidat à l'intronisation au Rock and Roll Hall of Fame.

## Membres

### Membres actuels
- Leroy « Lonnie » Jordan : piano, orgue, synthétiseur, chant (depuis 1969)
- Stuart Ziff : guitare, chœurs (depuis 2002)
- Francisco « Pancho » Tomaselli : basse, chœurs (depuis 2003)
- Sal Rodriguez : batterie, percussions, chœurs (depuis 1990)
- Marcos Reyes : percussions (depuis 1998)
- David Urquidi : saxophone, flûte (depuis 2011)
- Stanley Behrens : harmonica (depuis 2011)

### Anciens membres
- Eric Burdon : chant (1969–1971)
- Harold Ray Brown : batterie, chant (1969–1994)
- Howard E. Scott : guitare, chant (1969–1994)
- Lee Oskar : harmonica, chant (1969–1994)
- Thomas « Papa Dee » Allen : percussions, chant (1969–1988) †
- Charles Miller : saxophone, clarinette, flûte, chant (1969–1979) †
- Morris « B.B. » Dickerson : basse, chant (1969–1979)
- Ron Hammon : batterie, percussions (1979–1996)
- Luther Rabb : basse, chant (1979–1984)
- Pat Rizzo : saxophone, flûte, chant (1979–1983)
- Alice Tweed Smith : percussions, chant (1979–1981)
- Ricky Green : basse, chant (1984–1989)
- Tetsuya « Tex » Nakamura : harmonica, chant (1993–2006)
- Rae Valentine : synthétiseur, percussions, chant (1993–2001)
- Kerry Campbell : saxophone (1993–1996)
- Charles Green : saxophone, flûte (1993–1995)
- J. B. Eckl : guitare, chant (1994–1996)
- Smokey Greenwell : harmonica (1994–1996)
- Sandro Alberto : guitare, chant (1996–1998)
- Richard Marquez : batterie, percussions (1996–1997)
- Kenny Hudson : percussions (1997–1998)
- Fernando Harkless : saxophone (1998–2011)
- James « Zota » Baker : guitare, chant (1998–2002)
- Mitch Kashmar : harmonica, chant (2006–2011)

## Discographie

### Album studio
- 1970 : Eric Burdon Declares "War"
- 1970 : The Black-Man's Burdon
- 1971 : War
- 1971 : All Day Music
- 1972 : The World Is a Ghetto
- 1973 : Deliver the Word
- 1975 : Why Can't We Be Friends?
- 1976 : Love Is All Around
- 1976 : Platinum Jazz
- 1977 : Galaxy
- 1979 : The Music Band
- 1979 : The Music Band 2
- 1982 : Outlaw
- 1983 : The Music Band – Jazz
- 1983 : Life (Is So Strange)
- 1985 : Where There's Smoke
- 1994 : Peace Sign

### Compilations / Rééditions / Albums en public
- 1974 : War Live
- 1976 : Greatest Hits
- 1976 : Platinum Jazz
- 1980 : The Music Band Live
- 1982 : The Best of the Music Band
- 1987 : The Best of War... and More
- 1996 : The Best of Eric Burdon and War
- 1996 : Anthology (1970–1994)
- 1999 : Grooves and Messages
- 2003 : The Very Best of War
- 2008 : Greatest Hits Live
- 2025 : Why Can't We Be Friends? (Réédition coffret 3CD 50Th Anniversary - Collector Edition)